# 續後撰和歌集
《續後撰和歌集》，是繼《古今》、《後撰》、《拾遺》、《後拾遺》、《金葉》、《千載》、《新古今》、《新敕撰》後第十本敕撰和歌集。與《新敕撰》、《續古今》、《續拾遺》、《新後撰》、《玉葉》、《續千載》、《續後拾遺》、《風雅》、《新千載》、《新拾遺》、《新後拾遺》、《新續古今》並稱為十三代集。部立分為春（上中下）、夏、秋（上中下）、冬、神祇、釋教、戀（1-5）、雜（上中下）、羈旅、賀，共計二十卷，共錄1368首和歌。後嵯峨上皇於寶治2年（1248年）勅命，撰者為藤原為家。
論及『續後撰和歌集』之歌風，藤原為家有師承其父定家所撰『新敕撰和歌集』的風格，但也有平板無力之批評。可見對『新古今和歌集』之回顧。據『續古今和歌集』之序文，當時將『古今和歌集』至『續後撰和歌集』之敕撰集，合稱為「十代集」。 

## 校注
- 『続後撰和歌集　和歌文学大系37』明治書院、2017年（佐藤恒雄注解）

## 外部連結
- 續後撰和歌集
- 和歌Data Base 續後撰和歌集
- 國歌大系 續後撰和歌集
- 國歌大觀 續後撰和歌集
- 太洋社 續後撰和歌集